# Les petits violons

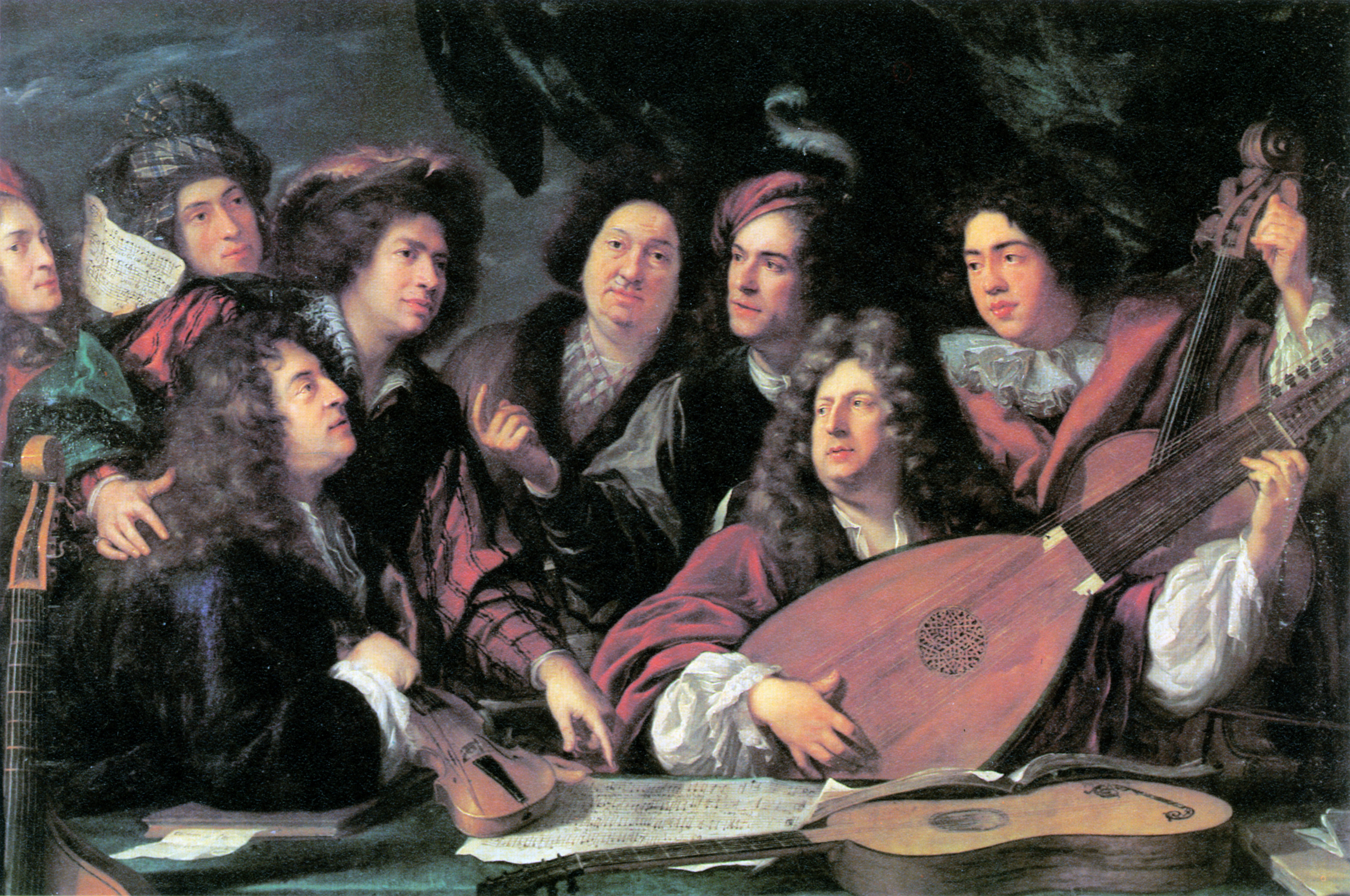
Portrét několika hudebníků a umělců (François Puget, 1688, Muzeum Louvre) Dvě hlavní postavy bývají označovány jako Jean-Baptiste Lully a Philippe Quinault, ostatní zobrazení jsou členové malých houslí

Les Petits violons (česky malé housle) nebo také La Petite Bande (malá kapela) byl orchestr složený z 12 houslistů, který byl založen v roce 1648. Soubor byl vlastnictvím francouzského krále Ludvíka XIV.

## Historie
V roce 1653 se stal dirigentem orchestru ambiciózní Jean-Baptiste Lully, který jej řídil s určitou přísností. Lully zcela zakázal houslistům improvizaci a snížil míru osobní iniciativy během hraní. Díky Lullyho hudebním kvalitám a skutečnosti, že členové orchestru měli téměř stálá místa, dosáhl tento malý orchestr brzy vysoké úrovně, čímž se vyrovnal úspěšnému královu souboru Les Vingt-quatre Violons du Roi (česky 24 králových houslí, velké housle, nebo také královy housle).